# Juana Fonseca
Juana Fonseca (Caaguazú, 16 de mayo de 2004) es una jugadora de futsal y fútbol paraguaya. Sus inicios en los torneos de AFA fueron en el año 2018 con la cuarta división de futsal de San Lorenzo. Pasó a integrar el plantel de primera de futsal donde se desempeña como pivot en el Torneo de Futsal Femenino de la AFA. También integra el plantel de fútbol de once de San Lorenzo donde se desempeña como delantera en el Torneo de Fútbol Femenino de AFA. Actualmente se encuentra entrenando con la Selección Argentina Sub-20 de fútbol mientras se tramita su nacionalidad.

## Palmarés

### Títulos nacionales de Futsal AFA - Tercera División
| Título               | Club        | País      | Año  |
| -------------------- | ----------- | --------- | ---- |
| Torneo Clausura 2019 | San Lorenzo | Argentina | 2019 |
| Torneo Anual         | San Lorenzo | Argentina | 2019 |
| Copa de Oro 2021     | San Lorenzo | Argentina | 2021 |
| Torneo 2022          | San Lorenzo | Argentina | 2022 |

### Títulos nacionales de Futsal AFA
| Título            | Club        | País      | Año  |
| ----------------- | ----------- | --------- | ---- |
| Torneo Único 2021 | San Lorenzo | Argentina | 2021 |
| Copa de Oro 2022  | San Lorenzo | Argentina | 2022 |
| Torneo 2022       | San Lorenzo | Argentina | 2022 |

### Podios Internacionales de Futsal
| Título                 | Club        | País     | Año  |
| ---------------------- | ----------- | -------- | ---- |
| Copa Libertadores 2022 | San Lorenzo | Bolivia  | 2022 |
| Copa Libertadores 2023 | San Lorenzo | Paraguay | 2023 |